# 斯特蒂文特号护航驱逐舰
斯特蒂文特号护航驱逐舰（英語：USS Sturtevant，舷号：DE-239），是美国海军于第二次世界大战期间建造的一艘埃德索尔级护航驱逐舰，其舰名取自在第一次世界大战中阵亡的海军十字勋章获得者艾伯特·D·斯特蒂文特少尉。
该舰由威廉·诺斯·斯特蒂文特（William North Sturtevant）女士冠名，于1942年7月15日在德克萨斯州休斯敦布朗造船公司铺设龙骨，随后于12月3日下水。1943年6月16日，斯特蒂文特号正式服役，交由威廉·弗雷德里克·霍斯（William Frederick Hawes）少校指挥。

## 设计与装备
埃德索尔级护航驱逐舰的设计与巴克利级护航驱逐舰类似，均采用长船体并建有较高的舰桥。该级护航驱逐舰配备3英寸（76毫米）50倍径单装主炮，后续曾计划更换为5英寸（127毫米）38倍径主炮，但最终没有实际执行。该级护航驱逐舰由4台费尔班克斯-莫尔斯38D8-1/8-10内燃机提供动力，总功率最高可达6000匹马力，最高航速21节。其燃料舱可携带312吨重油，在12节航速下航程可达11000海里。此外，该级舰船还配备有较完善的侦查搜索系统，包括SL或SU水面雷达、SA对空雷达、QC声呐系统以及用于监听潜艇无线电的HF/DF天线。

## 服役历史
服役后的斯特蒂文特号首先前往百慕大海域进行试航调整，随后回到罗德岛州近海训练，此后的21个月内，她都往返于大西洋航线护送船队。9月24日，斯特蒂文特号护送船队前往卡萨布兰卡和直布罗陀，正式开始其护航生涯，随后她又在该航线执行了2次任务。此后，她被调往伦敦德里航线，先后护送5批船团驶抵该地。此外，斯特蒂文特号还先后护送2支船队前往利物浦、2支船队前往卡迪夫及1支船队前往南安普顿。护航任务之余，斯特蒂文特号会前往布鲁克林造船厂检修并多次参加于缅因州卡斯柯湾及纽约州蒙托克开展的训练。
1945年6月9日，斯特蒂文特号进入布鲁克林造船厂接受适航改装，38天后，她离港南下前往关塔那摩湾参加了为期14天的训练。此后，她经圣迭戈前往珍珠港，但直到日本投降后才抵达目的地。由于太平洋战事已经结束，斯特蒂文特号随后搭载乘客返航洛杉矶，短暂停留后，她穿过巴拿马运河，最终于9月25日抵达南卡罗来纳州查尔斯顿。斯特蒂文特号随后被编入美国海军预备舰队并开始为退役做准备。10月，她被转移至格林科夫斯普林斯封存，最终于1946年3月24日退役。
1951年8月3日，斯特蒂文特号重归现役，此后的4年中，她大多在美国东岸及加勒比地区执行教学及猎潜任务，其航迹最北到达拉布拉多，最南到达古巴。1955年夏季，见习军官操作斯特蒂文特号跨越大西洋访问了北欧，此后她返回基韦斯特继续执行常规任务。1956年7月至8月，斯特蒂文特号再次被用于训练见习军官，此次他们驾驶该船访问了巴拿马运河和关塔那摩湾。
1956年10月31日，斯特蒂文特号驶入费城海军船坞进行改造，1957年10月5日，工程结束，她作为雷达哨戒驱逐舰DER-239再次加入作战序列。1958年2月7日，斯特蒂文特号离开费城，经纽波特、圣胡安、巴拿马运河、阿卡普尔科、圣迭戈等地，最终于3月18日抵达珍珠港。此后，她在夏威夷海域接受训练并成为太平洋弹道导弹预警系统的初始成员。
1960年6月，斯特蒂文特号退役，她被调往美国海军太平洋预备舰队并封存于圣迭戈。1972年12月1日，斯特蒂文特号自美国海军除籍，随后于次年9月20日被出售拆解。

## 荣誉
斯特蒂文特号服役期间所获荣誉如下：
|  |  |  |
|  |  |  |

| 美国战役奖章           |                        |                |
| 欧洲-非洲-中东战役奖章 | 第二次世界大战胜利奖章 | 国防部服役奖章 |

## 历任舰长
| 姓名       | 译名                     | 军衔 | 所属军种       | 任职时间                    |
| ---------- | ------------------------ | ---- | -------------- | --------------------------- |
|            | 威廉·弗雷德里克·霍斯     | 少校 | 美国海军       | 1943年6月16日               |
|            | 詹姆斯·M·默茨            | 中校 | 美国海军预备役 | 1943年11月12日              |
|            | 约翰·克莱顿·希尔二世     | 上尉 | 美国海军预备役 | 1945年9月11日               |
|            | 亚当·C·甘贝尔            | 上尉 | 美国海军预备役 | 1945年11月24日              |
|            | 马尔科姆·戴斯利          | 中尉 | 美国海军预备役 | 1946年1月29日-1946年3月24日 |
|            | 理查德·班克斯·雷德梅因   | 中校 | 美国海军       | 1951年8月3日                |
|            | 罗伯特·迈凯勒            | 中校 | 美国海军       | 1953年                      |
|            | 约瑟夫·亨利·拉里贝尔特   | 少校 | 美国海军       | 1954年8月                   |
|            | 小纳撒尼尔·泰勒·威廉姆斯 | 少校 | 美国海军       | 1955年                      |
|            | 詹姆斯·肯尼斯·乔布       | 少校 | 美国海军       | 1957年10月5日               |
|            | 杰克·威拉德·班尼特       | 少校 | 美国海军       | 1959年10月2日-1960年6月24日 |
| 参考文献： |                          |      |                |                             |